# Dopseucythere armata
Dopseucythere armata is een mosselkreeftjessoort uit de familie van de Bythocytheridae. De wetenschappelijke naam van de soort is voor het eerst geldig gepubliceerd in 1980 door Bonaduce, Masoli, Pugliese & McKenzie.